# Dampfkraftwerk Voitsberg

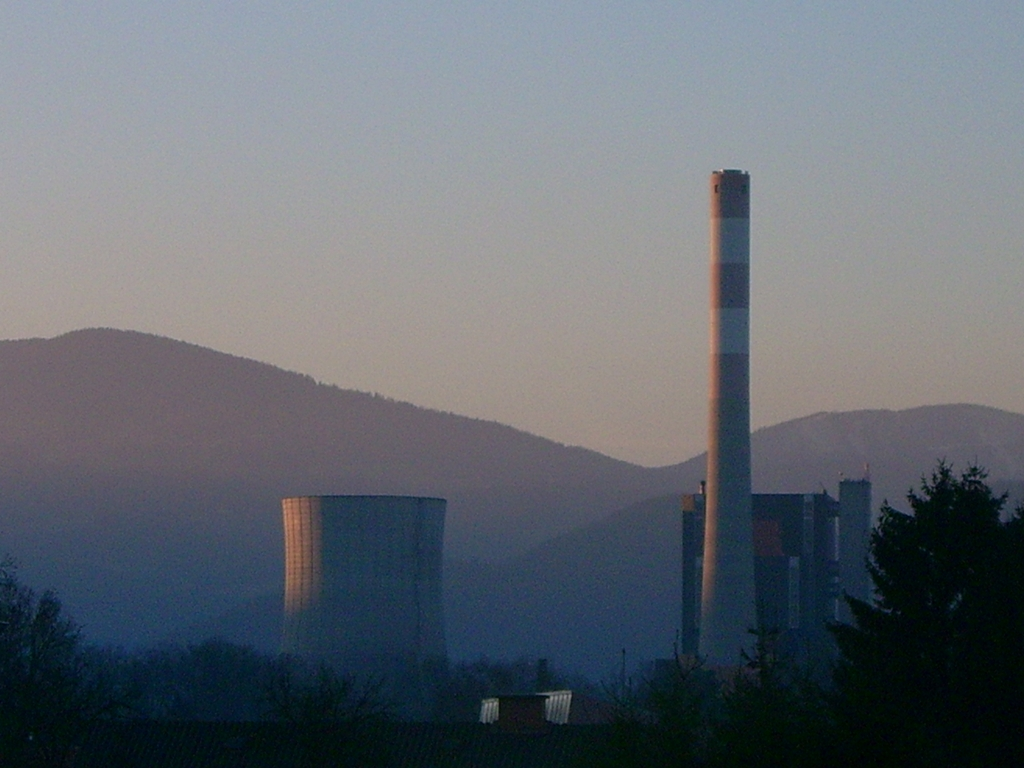
Dampfkraftwerk Voitsberg aus 2 km Entfernung. Der Kamin hatte eine Höhe von 180 Metern und war zum Zeitpunkt des Abrisses das größte Bauwerk der Steiermark.

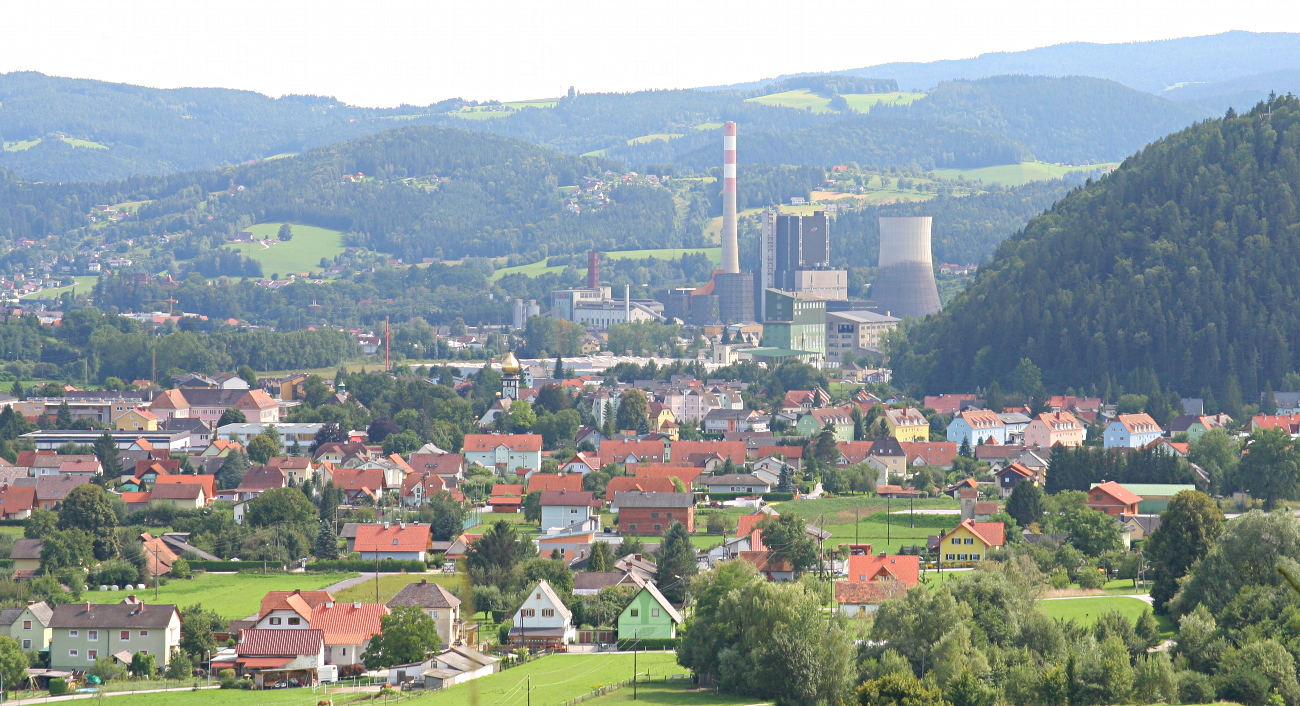
Bärnbach+ÖDK III

Das Dampfkraftwerk Voitsberg war ein Dampfkraftwerk auf dem Gebiet der steirischen Stadtgemeinde Voitsberg. Im Lauf der Zeit wurden hier drei Kraftwerksblöcke gebaut. Es wurde mit Braunkohle aus Bergwerken des Bezirks Voitsberg betrieben, welche die GKB (Graz-Köflacher Eisenbahn- und Bergbaugesellschaft) abbaute. Das Kraftwerk gehörte ursprünglich zur Österreichischen Draukraftwerke AG, daher stammt auch die Bezeichnung ÖDK für die Anlagen. Im Jahr 2000 ging diese Gesellschaft in der neu gegründeten Verbund Österreichische Elektrizitätswirtschafts-AG auf.
Der 180 m hohe Schlot des Kraftwerkes war zum Zeitpunkt des Abrisses das größte Bauwerk der Steiermark.
2013 wurde mit dem Abbruch des Kraftwerks begonnen, am 8. August 2015 fiel,  nach vier Tagen Schiefstand, der 180 m hohe Schlot. Am 8. November 2015 sollte der verbliebene Teil des Bauwerks gesprengt werden. Die Sprengung wurde von Fachleuten der Lehrgruppe Sprengdienst des Österreichischen Bundesheeres durchgeführt. Für das Bundesheer war es die größte Bauwerkssprengung in der Zweiten Republik. Für das 15.400-Tonnen-Bauwerk sollen 666 Kilogramm Sprengstoff verwendet worden sein. Die Sprengung misslang, der Turm an der Seite des Gebäudes sowie der Mittelbau fielen, der Hauptteil blieb jedoch stehen. Die zweite Sprengung am 20. Dezember 2015 war jedoch erfolgreich.

## Geschichte
| Block | Brennstoff | Leistung, elektrisch | Fernwärmeleistung | Inbetriebnahme | Stilllegung |
| ----- | ---------- | -------------------- | ----------------- | -------------- | ----------- |
| 1     | Braunkohle | 035 MW               | ?                 | 1941 (1948?)   | 1983        |
| 2     | Braunkohle | 065 MW               | ?                 | 1951           | 1985        |
| 3     | Braunkohle | 330 MW               | 45 MW             | 1983           | 2006        |

Die ersten beiden Kraftwerksblöcke Voitsberg 1 und Voitsberg 2 wurden 1941 bzw. 1951 in Betrieb genommen. Bodenuntersuchungen aus den Jahren 1975/1976 ergaben noch nicht erschlossene Braunkohlevorkommen in Höhe von 31 Millionen Tonnen im Bereich Oberdorf bei Voitsberg. Auf dieser Grundlage wurde der Beschluss zum Bau eines neuen, größeren Kraftwerksblocks mit der Bezeichnung Voitsberg 3 gefasst. Dieser Block ging 1983 in Betrieb. Die Investitionssumme betrug 4,5 Mrd. Schilling, umgerechnet und inflationsbereinigt etwa 713 Mio. Euro. Der Kraftwerksblock hatte eine Generatorleistung von 330 MW sowie eine Wärmeauskopplung von 35 MW aus einer Turbinenanzapfung plus 10 MW, die aus der Abwärme der Kühler gewonnen wurden. Parallel zur Inbetriebnahme von Voitsberg 3 wurde Voitsberg 1 stillgelegt. 1985 folgte die Stilllegung auch des Blocks Voitsberg 2. Im Jahr 1986 wurde mit der zweiten Ausbaustufe von Voitsberg 3 eine Rauchgasentschwefelungsanlage in Betrieb genommen, die eine Verminderung des Schwefeldioxidausstoßes um 90 Prozent bewirkte.
Durch die Strommarktliberalisierung im Jahr 2001 wurde das Braunkohlekraftwerk Voitsberg und der dort angesiedelte Braunkohlebergbau unrentabel. Zum Ausgleich wurde bis 30. Juni 2006 eine Beihilfe ausbezahlt, die über einen Zuschlag zur Stromrechnung unter dem Namen Stranded costs von Endverbrauchern in Österreich finanziert wurde.
Nachdem der Betreiber auf Grund zurückgehender Kohlevorkommen und damit verbundener höherer Kosten zu deren Erschließung keinen wirtschaftlichen Betrieb des Kraftwerks mehr gesehen hatte, wurde es im Jahr 2006 stillgelegt.
Im Sommer 2008 kaufte der Industrielle Mirko Kovats das Werk. Es sollte als Steinkohlekraftwerk wieder in Betrieb genommen werden.
Eine Bürgerinitiative kämpfte gegen die Wiederinbetriebnahme und für die Abhaltung einer Umweltverträglichkeitsprüfung (UVP). Trotz gravierender Umweltprobleme (das Kraftwerk lag in einem Feinstaubsanierungsgebiet, in dem es schon jetzt eine der höchsten Krebssterblichkeitsraten Österreichs gibt) hat die zuständige Behörde in erster Instanz gegen eine UVP entschieden. Die Umweltanwältin des Landes Steiermark sowie die Standortgemeinden gingen gegen diesen Entscheid in die Berufung. Im Sommer 2010 wurden die Berufungen vom Umweltsenat abgelehnt, da laut österreichischem Recht nur die Erhöhung der Brennstoffwärmeleistung, nicht aber die Auswirkungen auf die Umwelt zu prüfen waren.
Am 22. Oktober 2010 meldete der Industrielle Mirko Kovats für sein Unternehmen, den A-Tec Industries-Konzern, der die Wiederinbetriebnahme betreibt, ein Sanierungsverfahren an, da er eine offene Anleihe von 91 Millionen Euro nicht refinanzieren konnte.
Am 3. Mai 2011 wurde bekannt, dass die A-Tec mit Mirko Kovats den Antrag auf Wiederinbetriebnahme des Kraftwerks zurückgezogen hat. Eine vom Land Steiermark gesetzte Frist zur Behebung von Mängeln konnte nicht eingehalten worden. Ebenso führte der massive Widerstand von Bürgerinitiativen, Umweltorganisationen und diversen politischen Parteien zu einem Umdenken in der gesamten Landesregierung und dürfte damit nicht unwesentlichen Einfluss auf die Entscheidung der A-Tec gehabt haben.
Am 12. Mai 2011 wurde ein Gutachten des damaligen Landeshauptmann-Stellvertreters Schützenhöfer veröffentlicht, aus dem hervorgeht, dass eine Inbetriebnahme des Kraftwerkes hunderte Arbeitsplätze im Tourismus (Lipizzaner, Therme) vernichten würde. Dadurch wurde das einzige Argument der Kraftwerksbefürworter, nämlich dass das Kraftwerk Arbeitsplätze schafft, ad absurdum geführt. Die Politik trat nun geschlossen gegen das Kraftwerk auf, wodurch eine Inbetriebnahme verhindert werden konnte.

### Abbruch
Das Kraftwerk stand lange Zeit zum Verkauf. Es gab zwar einen Interessenten, dieser wollte jedoch erst ein Angebot legen, wenn sämtliche Bescheide bezüglich Abbruch und Demontage vorliegen. Die Kosten für die Insolvenzmasse betrugen rund 100.000 Euro pro Monat. Der Verkaufserlös sollte aus Sicht Februar 2012 maximal 10 Millionen Euro betragen.
Im Jänner 2013 kaufte die Porr Umwelttechnik GmbH das Kraftwerk um vier Millionen Euro. Porr begann den Abbruch der Anlage Anfang 2013, recyclet dabei die Materialien (Buntmetalle, Stahlschrott, diverse Anlagenteile etc.) und wird daraufhin das Grundstück verkaufen. Während die Blöcke I und II recycelt wurden, verkaufte Porr den Block III an rumänische Investoren.
Block III wird aufgrund des sehr guten Erhaltungszustandes demontiert.
Im Mai 2014 wurde bekannt, dass sich die Abbrucharbeiten bis Ende 2015 verzögern, da deutlich mehr Komponenten des Kraftwerks als erwartet wiederverwertet werden können, was sorgfältigere und damit langwierigere Arbeiten mit sich bringt.
Am 17. Dezember 2014 kam es bei Schweißarbeiten am Braunkohlekraftwerk ÖDK 3 zu einem Brand. Ein Arbeiter wollte mit einem Gasschweißgerät Metall durchtrennen, dabei geriet die Kesselwandverkleidung aus Gummi in Brand. Es entstanden keine Personen- oder Sachschäden.
Am 13. Jänner 2015 kam es bei Arbeiten in 40 m Höhe am Braunkohlekraftwerk ÖDK 3 erneut zu einem Brand an Dämmmaterial, vermutlich durch Schweißarbeiten. Trotz einer großen Rauchsäule kam es lokal zu keinem Personen- oder Sachschaden. Bei den Löscharbeiten wurde der 54-m-Hubsteiger der Berufsfeuerwehr Graz eingesetzt.
Die Stadt Voitsberg gab im Februar 2015 bekannt, dass sie das Grundstück gemeinsam mit einem Projektentwickler erwerben will.
Der Kühlturm des Blocks 3 wurden zuerst innen von 2.500 t Asbestzementplatten (ihr Staub ist krebserregend) befreit – durch händische Demontage und per Autokran. Statt üblicher Sprengung, Schwächen der Stützenkonstruktion und/oder kostenintensiver Krandemontage wurde der Turm mit einer neuartigen Seilzugmethode demoliert. Dazu wurde der nur 16 cm starke Stahlbetonmantel in einer Zone von 10 bis 22 % seiner Höhe feldweise mit etwa 20 senkrechten Schlitzen versehen, um ihn gezielt zu schwächen, und doch seine Standsicherheit noch zu gewährleisten. Diese Arbeiten erfolgten durch Meißel mit einem 20 m weit reichenden Longfront-Abbruchbagger, um den Bediener in sicherem Abstand zu halten. Danach wurde ein 200 m langes Stahlseil um die so geschwächte Zone gelegt, mit 2 Abbruchbaggern (mit je 40 bis 65 t Einsatzgewicht) am Seil gezogen und damit der Turm nahe seiner Basis eingebrochen und eingerissen. So stürzte er etwas schräg, doch im Wesentlichen in sich zusammen. Das Ausbreitmaß der Materialien beschränkte sich auf maximal 20 m um das Kühlturmbecken, die Erschütterungen blieben niedriger als gefordert, die Methode war hier sicher, wirtschaftlich und schnell.
Am Dienstag, 4. August 2015 kam es bei der Demontage des Stahlrohrs im Kamin um 05:30 Uhr zu einer Explosion und einer Schiefstellung des 180 m hohen Turms. Dabei handelte es sich, laut Fa. Porr, um eine „milde Form eines pyrotechnischen Vorgangs“, jedoch um „keine Sprengung“ an der Basis des Turms. Dies wurde vom Abrissunternehmen Porr nicht unverzüglich der Gemeinde gemeldet, sondern Bürgermeister Meixner erfuhr erst am Nachmittag von der Situation. Sicherheitshalber wurde in der Folge die nahe vorbeiführende Umfahrungsstraße am 4. August gesperrt. Da das Kraftwerksgelände großteils im „erweiterten Wasserschutzgebiet“ liegt, wurde ursprünglich eine Sprengung mit Fall des Schlots ausgeschlossen und war das Abknabbern des Stahlbetonturms stückweise von oben erst im Herbst als letzter Teil des Kraftwerks vorgesehen.
Porr informierte über den Vorfall am 5. August wie folgt: „Bei den Abbau-Vorbereitungen des Kamins wurde bei Arbeiten im Inneren des Kamins der Fundamentsockel beschädigt.“ Der Kamin steht nun schief und muss deutlich früher als geplant abgerissen werden. Das Areal sei nach dem Vorfall in Abstimmung mit dem Baukoordinator und dem Arbeitsinspektor gesperrt worden. In einem ersten Schritt sei der Kamin noch am Dienstag unter Einsatz von Pyrotechnik in die richtige Fallrichtung gebracht worden.
Der Turm wurde an der Basis durch Herausmeißeln von Beton zwischen den Stäben des Armierungsstahls geschwächt und am Morgen des 8. August durch Sprengung an der Basis zu Fall gebracht. Die Straße wurde wieder geöffnet.
Die Sprengung der verbliebenen Bauteile war für Sonntag, 8. November 2015, 15:30 Uhr geplant. Das Stiegenhaus und ein Mittelteil des Gebäudes fielen. Das gut 100 m hohe Kesselhaus blieb jedoch entgegen der Absicht stehen.

#### Zweite Sprengung
Am 20. Dezember 2015, 14:20 Uhr – der Nebel hatte die Sprengung um 20 Minuten verzögert – fiel der Gebäudekorpus durch Sprengung zur Gänze.
Die Räumungsarbeiten dauerten bis September 2016.

## Nachnutzung des Geländes
Zur Vorbereitung einer Nachnutzung des Geländes werden derzeit (November 2016) noch Boden und Grundwasser auf mögliche Verunreinigungen untersucht.
Um das Gebiet zur Ansiedlung von Betrieben nutzen zu können, ist das Anlegen von Hochwasserschutz nötig. Im Dezember 2016 sind Verhandlungen geplant, um den Bund zur Kofinanzierung zu gewinnen.
Ein umfangreiches Hochwasserschutzprojekt am Gradnerbach wurde initiiert. Mit einem Investitionsvolumen von rund 10 Millionen Euro ist es das größte Einzel-Infrastrukturprojekt des Landes Steiermark im Jahr 2024.
Der derzeitige Eigentümer Porr AG möchte das Areal bis Mitte 2017 an die Gemeinde Voitsberg verkaufen, die dafür wieder einen 50-%-Koinvestor sucht. Die Nutzung ist als Industrie- und Gewerbegebiet geplant. Das Lagerhaus soll sich jedenfalls dort ansiedeln.